# 吕班 (导演)
吕班（1912年—1976年10月14日），原名郝恩星，男，山西榆次人，中国电影演员、导演。代表作有《十字街头》、《吕梁英雄传》、《新儿女英雄传》等。